# Viola faurieana
Viola faurieana är en violväxtart som beskrevs av Wilhelm Becker. Viola faurieana ingår i släktet violer, och familjen violväxter. Inga underarter finns listade i Catalogue of Life.